# Johann Friedrich Schink

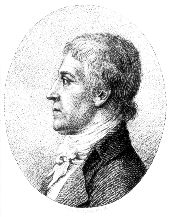
Johann Friedrich Schink

Johann Friedrich Schink (* 29. April 1755 in Magdeburg; † 10. Februar 1835 in Sagan) war ein deutscher Librettist, Theaterdichter, Dramaturg, Kritiker und Bibliothekar.

## Leben und Wirken
Der Magdeburger Seidenhändler Johann Gottfried Schink und seine Gattin Catharina Elisabeth, geborene Böhme, gewannen Johann Samuel Patzke – einen Freund des Hauses – als Privatlehrer für ihren Sohn Johann. Außerdem besuchte der Junge noch das Magdeburger Pädagogium. Ab 1773 studierte Johann Schink an der Universität Halle Theologie. 1776 verließ er die theologische Laufbahn ein für alle Mal und ging als junger Dichter nach Berlin. Das Trauerspiel Adelstan und Röschen nach Ludwig Höltys Ballade soll er dort in zwei Tagen geschrieben haben. Kritiker wurden nach der Berliner Aufführung auf den Branchenneuling aufmerksam. Für die Aufführung von Gianetta Montaldi in Hamburg gewann Johann Schink 1778 das ausgesetzte Preisgeld von immerhin zwanzig Friedrich d’or. 1778 zog er in seinem Drama Marionetten-Theater über den sechs Jahre älteren Herrn Doktor Göthe her. In Hannover schrieb er 1779 für den Theaterdirektor Johann Nouseul (1747–1821) Libretti und wandte sich 1780 nach Wien. Dort geriet Johann Schink bei seinem Kollegen Cornelius Hermann von Ayrenhoff an die falsche Adresse, zog südwärts weiter und blieb ein paar Jahre in Graz. In seinem Roman Das Theater zu Abdera verspottet er das österreichische Theater jener Jahre.
Friedrich Ludwig Schröder rief Johann Schink 1789 als Librettist und Dramaturg an das Hamburger Theater. 1792 zog er sich wegen ausbleibenden Erfolges als Theaterdichter zurück. Auch sein Faust aus dem Jahr 1804 fiel durch.
Johann Schink war bereits 1797 nach Ratzeburg und 1806 nach Rellingen gezogen. Nach dem Tode des Freundes Schröder wollte er 1816 wieder in Berlin – dem Startpunkt seiner Dichterlaufbahn – Fuß fassen. Selbst Fürst von Hardenberg konnte nicht helfen, doch Elisa von der Recke vermittelte erfolgreich: Ab 1819 bezog Johann Schink von Dorothea von Kurland in Löbichau ein Jahresgehalt. Nach deren Tode im Jahr 1821 machte ihn deren Tochter, die Herzogin von Sagan, zu ihrem Bibliothekar.

## Werke (Auswahl)
Dramaturgie und Kritik
- 1778 Ueber Brockmanns Hamlet. OCLC 50893836
- ab 1781 Dramaturgische Fragmente. archive.org
- 1783 Grätzer Theaterchronik (auch: Grazer Teaterchronik), Dramatische und andere Skizzen, nebst Briefen über das Theaterwesen in Wien. OCLC 248297835
- 1788 Das Theater zu Abdera. OCLC 50893910
- ab 1795 Charakteristik Gotthold Ephraim Lessings. OCLC 19363173

Stücke
- 1776 Berlin: Libretto zu Adelstan und Röschen. Ein Trauerspiel in 2 Akten mit Gesang (Musik: Johann Christian Ohlhorst [1753–1812]). OCLC 256636075
- 1777 Hamburg: „Gianetta Montaldi. Ein Trauerspiel in fünf Aufzügen“. staatsbibliothek-berlin.de[4]
- 1778 Wien, Berlin und Weimar: Hanswurst von Salzburg mit dem hölzernen Gat. Historisch Schauspiel in drei Aufzügen. zeno.org
- 1778 Lina von Waller, OCLC 50893815 – Drama: Marionetten-Theater OCLC 76906014
- 1782 Graz: Der neue Doktor Faust. Eine Plaisanterie mit Gesang, in zwei Aufzügen. online bei Zeno.org
- 1783 Die bezähmte Widerbellerinn oder Gasner der Zweyte. OCLC 19243370
- 1783 Die Komödienprobe, oder der Impressar in tausend Aengsten. Eine Gelegenheitsposse in einem Aufzuge
- 1790 nach Congreve: Die Leidenschaften. Ein Trauerspiel
- ab 1799 Moralische Dichtungen
- 1804 Johann Faust, dramatische Phantasie, OCLC 50894002 – Romantische Erzählungen, ub.uni-heidelberg
- 1811 Gesänge der Religion. OCLC 165747375
- 1816 Satans Bastard. Eine Reihe von dramatischen Scenen aus der Zeitgeschichte von 1812–1814. OCLC 830965226

Übersetzer – Shakespeare deutsch
- 1790 Coriolan. Ein Trauerspiel

## Würdigung
Horst Kötz schreibt, zwar hätten Johann Schinks Stücke den Geschmack, aber nicht den Geist der Zeit getroffen, doch seine Schriften zur Geschichte und Theorie des deutschen Theaters hätten – im Lessingschen Geiste verfasst – überdauert.